# Galbenă Gutuie
Galbenă Gutuie este un festival de muzică folk organizat la Chișinău, Republica Moldova, de Asociația Folkiștilor din Moldova (AFM). 

## Istoric
Festivalul a fost organizat în perioada anilor 1991 - 1999, însumând 8 ediții - cu o ediție în variantă de emisiune TV în 1993 și un an fără festival - 1994. La toate edițiile AFM a avut susținerea Direcției Cultură Chișinău. La festival au luat parte peste 100 de folkiști și formații folk din Republica Moldova și România. La edițiile impare se organiza concursul interpreților de muzica folk. Marele Premiu al festivalului a fost decernat la edițiile cu concurs Mariei Mocanu și lui Victor Buruiană (1991), grupului Galina Popa și prietenii (1993), lui Licu Goncear (1996) și lui Dani Făt (1998).

### Laureați
Printre laureații festivalului se numără Igor Țurcanu, Sergiu Lazarev, Sergiu Finiti, Vasile Mungiu, Inga Druță, Gheorghe Afroni, Anatol Rudei, Georgeta Voinovan, Stela Golovco, Ion Rață, Mihai Budurin, Gicu Cimbir, Vali Boghean, grupurile "Busuioc", "Univers" și alții.
În calitate de invitați pe parcursul edițiilor au prezentat recitaluri Iurie Sadovnic, Mihaela Popescu, Gil Ioniță, Peti și Nicu Răileanu, Ducu Bertzi, Silvia Grigore, Victor Buruiană, Alexandru Zărnescu, Vasile Șeicaru, Victor Socaciu, Mircea Baniciu, Cătălin Ungureanu, grupurile "Prefix 032", "Grupul fără nume", "Ecou", "Catharsis". 

### Organizare
Director al festivalului a fost Tudor Bodrug (1991), Victor Buruiană (1992, 1993, 1995 - 1997), Licu Goncear (1998, 1999). Începând cu a doua ediție (1992) festivalul făcea schimb de concurenți și invitați cu festivalul "Om Bun" de la București. În anii 1995 - 2000 au fost organizate o serie de spectacole din ciclul "Întâlniri cu laureații festivalului Galbenă Gutuie", au fost editate două albume pe casetă cu înregistrări din festival.